# Posthallucinatorisk perceptionsstörning
Posthallucinatorisk perceptionsstörning (en. Hallucinogen Persisting Perception Disorder, HPPD), är en störning av sinnesintrycken som orsakats av tidigare hallucinogenbruk, och i sällsynta fall även antidepressiva läkemedel så som SSRI. Dess natur är i många fall så plågsam att det blir ett funktionshinder i det dagliga levernet. Tillståndet har ICD-10-diagnoskod: F16.7 (DSM-IV 292.89)

## Översikt
HPPD är en sällsynt sjukdom som sällan förekommer i den utbildning eller praktiska verksamhet som bedrivs av neurologer, psykiatriker, psykologer eller oftalmologer. Vid en första klinisk bedömning kan behandlande läkare vara av det intryck att det är frågan om en drogrelaterad psykos. Denna diagnos är dock felaktig och riskerar att försämra patients möjligheter till rehabilitering. I motsats till en person med psykosproblematik så har individer med HPPD en intakt verklighetsuppfattning och är därför fullt medvetna om att deras visuella störningar inte är en del av någonting som kan uppfattas av andra människor. Dessa störningar är därför inte hallucinationer i strikt klinisk bemärkelse, utan istället en kontinuerlig perceptionsstörning av sinnena som manifesterar sig i form av synstörningar och pseudohallucinationer. Det finns i nuläget inget direkt botemedel mot denna sjukdom, och även om det förekommer att patienter på sikt upplever ett förbättrat hälsotillstånd, så får majoriteten diagnostiserade med HPPD räkna symptomen som stadigvarande.[källa behövs]

## Symptom
Individer drabbade av denna sjukdom upplever perceptionsstörningar som bland annat är av visuell natur. Symptombilden är ofta långvarig och överväldigande vilket gör det svårt för den drabbade att ignorera dessa störningar i sin vardagliga situation. Några exempel på vanligt förekommande former av visuella störningar i denna diagnos innefattar bland annat visuella pseudohallucinationer, synbrus (Aeropsia, eller på engelska "visual snow"), som kan liknas vid det bildbrus som uppstår från en analog TV-mottagare när inget program är i sändning ("myrornas krig"), palinopsia, ghosting, diplopia (vilket även vissa med astigmatism ser), färgblixtar, efterhängande spår efter objekt som rör sig, auror runt objekt, kraftigt långsammare justering till mörkerseende, Mikropsi-makropsi (allt ser litet eller stort ut) samt att man ser mer grumligar/floaters och blue field entopic phenomenon. I en undersökning om den liknande icke droginducerade neurologiska störningen visual snow syndrome, och mängder med anekdoter från människor som lever med HPPD, så har man sett att det kan orsaka alla av de symtomen som även Visual snow syndrome kan göra, där en del är nämnda ovan.
Dessa symptom kan uppträda separat eller i kombination med varandra och kan utvecklas efter redan en första användning av hallucinogener och existerar (mindre prominent) även i många individer som är helt naiva för dessa substanser. Mycket talar dock för att incidensrisk ökar ihop med frekvens och total exponering. Troligtvis är vissa individer känsligare än andra. Något regelrätt botemedel är inte känt men symptomen har i vissa fall kunnat gå att lindra. Vad som lindrar förefaller i dagsläget vara olika från en person till en annan men inkluderar i samtliga fall att den drabbades fokus dras bort från perceptionsstörningarna eftersom den dehabiliterande problematiken för individen ofta handlar om fokuseringen på, och reaktionen till, störningarna, lika mycket som de direkta symptomen i sig. Andra vanligt förekommande symptom för individer drabbade av denna sjukdom inkluderar depression, dyslexi, kognitiv nedsättning, paniksyndrom, emotionell avtrubbning och "overklighetskänslor" (Depersonalisation-Derealisation) . Även fysiska symptom såsom tinnitus, huvudvärk, ett tryck i huvudet och neurologiska smärtor förekommer.
Den exakta patofysiologiska mekanismen bakom HPPD är dåligt förstådd. Den primära neurobiologiska hypotesen är att ihållande hallucinationer är resultatet av kronisk disinhibering av visuella processorer och efterföljande dysfunktion i det centrala nervsystemet efter konsumtion av hallucinogener. Kronisk disinhibition kan uppstå från förstörelse och/eller dysfunktion av kortikala serotonerga hämmande interneuroner som involverar den hämmande neurotransmittorn, gamma-aminosmörsyra (GABA). Detta kan i slutändan orsaka störningar av de normala neurologiska mekanismer som är ansvariga för filtrering av onödiga stimuli i hjärnan. På en makroskopisk nivå har den laterala geniculate nucleus (LGN) i thalamus, som är viktig vid visuell bearbetning, också varit inblandad i patofysiologin för HPPD.

## Behandling
Det rekommenderas att den drabbade personen ifråga idkar total avhållsamhet ifrån droger. Detta inkluderar även droger som inte är direkt relaterade till symptomproblematiken, men där det finns indikationer på att fortsatt bruk kan förvärra situationen. Eftersom direkt botemedel saknas bör istället eventuell behandling fokusera på att lindra patientens symptombild. Exempel på medicin som i vissa fall med större framgång haft lindrande effekt är Iktorivil och andra Bensodiazepiner , men i synnerhet iktorivil. En del har även haft framgång med antiepileptika som Lamotrigin och Keppra. Antipsykotiska mediciner som till exempel Risperidon är däremot direkt olämpliga och kan dramatiskt förvärra symptombilden. Även varierande grad av försämring har rapporterats från ett flertal drabbade vid medicinering med antidepressiva läkemedel såsom SSRI eller SNRI preparat. Patienter med bisymptom såsom depression och paniksyndrom bör därför rekommenderas prova NRI preparat såsom Reboxetin eftersom dessa ej har påvisats försämra patienters primära symptombild. Medicinering och kontinuerlig kontakt med behandlande läkare för att ge patienten möjlighet att hantera sin situation bättre rekommenderas.